# Morten Hausborg
Morten Hausborg (født 12. december 1961 i Randers) er journalist, studievært og sportskommentator hos Danmarks Radio.
Student fra Randers Statsskole i 1982. Uddannet journalist i 1992 med praktiktid hos Dagbladet Holstebro-Struer.
Arbejdede derefter for Randers Amtsavis indtil 1. maj 1993, hvor han blev ansat ved Kanal 94, DR i Vejle. Morten Hausborg var efterfølgende sportsmedarbejder hos DR Radio Fyn, indtil han i 1999 afløste Jens Jørgen Brinch hos DR Sporten.

## Randers
Morten Hausborg er født, opvokset og bosiddende i Randers. Han omtaler jævnligt byen - med særlig fokus på postnummer 8920 Randers NV - i sine radiotransmissioner og på sociale medier. Arkiveret 22. december 2015 hos  Wayback Machine

## Journalistiske priser
Kåret som Årets Fortæller 2014 af Danske Sportsjournalister. 
Kåret som Årets Reporter ved Prix Radio 2014. 
Vinder af Kryger-prisen 2015. 

## Forfatter
Sammen med den tidligere jægersoldat Magnus Hansson har Morten Hausborg skrevet bogen "Altid fremad", der udkom 1. februar 2018 på Politikens Forlag.

## Forsvaret
Morten Hausborg var fra 1984 til 1986 tilknyttet Prinsens Livregiment i Viborg.
I 1997 fungerede han som presseofficer for en udsendt dansk enhed i Albanien.
Fra august 2011 til februar 2012 presseofficer for Den Danske Kampgruppe ISAF 12 i Afghanistan.

## Svømning
Fra 1976 til 1982 var Morten Hausborg en af landets bedste herresvømmere. Han vandt flere danske mesterskaber og satte danske rekorder i 200, 400 og 1500 meter fri. Han repræsenterede svømmeklubben Neptun i Randers og blev i 1977 tildelt byens idrætspris.
I 1980-1981 studerede Morten Hausborg på University of Georgia i USA, hvor han var på universitetets svømmehold.

## Amerikansk fodbold
Morten Hausborg er tilhænger af University of Georgia Bulldogs på college-niveau og Green Bay Packers i NFL.
Hausborg har ofte optrådt i tv og på sociale medier i en Green Bay Packers-trøje med nummer 12 og navnet "Rodgers" på ryggen.
Da han modtog Kryger-prisen 2015 var Hausborg iført en trøje fra Atlanta Falcons signeret af den tidligere danske NFL-spiller Morten Andersen. 
Morten Hausborgs interesse for amerikansk fodbold blev skabt under hans ophold på University of Georgia i 1980-1981. I den sæson vandt universitetet det amerikanske mesterskab. 